# Pasikrates (Kourion)
Pasikrates (altgriechisch Πασικράτης Pasikrátēs) war ein König des Stadtstaates Kourion auf Zypern im 4. vorchristlichen Jahrhundert. Er ist nicht mit dem zeitgleich lebenden König Pasikrates (Stasikrates) von Soloi zu verwechseln.
Wie alle Könige Zyperns war Pasikrates ein Vasall des persischen Achämenidenreichs und unterstützte ab 334 v. Chr. mit seinen Schiffen die persische Flotte im Kampf gegen Alexander den Großen. Nachdem dieser 333 v. Chr. in der Schlacht bei Issos gesiegt hatte, wechselte Pasikrates die Seite und unterwarf sich 332 v. Chr. gegenüber Alexander in Sidon. Anschließend beteiligte er sich mit seinen Schiffen an der Belagerung von Tyros (332 v. Chr.), bei der sein Flaggschiff, eine Pentere, beim entscheidenden Angriff im Hafen von Tyros versenkt wurde.
Pasikrates verschwindet danach aus den erzählenden Überlieferungen, aber wahrscheinlich war er mit „Pasikrates, Sohn des Aristokrates“, identisch, der nur wenige Jahre später als Leiter der Festgesandtschaft (therorodikos) von Kourion für die nemeischen Spiele inschriftlich bezeugt ist.